# Stupava (Tschechien)
Stupava (deutsch Stupawa) ist eine Gemeinde mit 150 Einwohnern in Tschechien. Sie liegt 15 km nordwestlich von Staré Město an der Kyjovka im Marsgebirge. Die Katasterfläche beträgt 711 ha.

## Geographie
Der von bewaldeten Hügeln umgebene Ort erstreckt sich in 345 m ü. M. am Oberlauf der Kyjovka in einem engen Tal. Westlich befindet sich die Talsperre Koryčany. Im Nordosten wird Stupava von der Europastraße 50/Staatsstraße 50 zwischen Bučovice und Buchlovice tangiert. Fußläufig erreichbar ist auch der höchste Gipfel des Marsgebirges, der Brdo im Nordosten.
Nachbarorte sind Zástřizly im Norden, Staré Hutě im Nordosten, Buchlov und Buchlovice im Südosten, Vranovy Žleby im Süden, Vřesovice im Südwesten, Koryčany und Lískovec im Westen sowie Střílky im Nordwesten.

## Geschichte
Stupava wurde 1690 gegründet, die hauptsächlichste Besiedlungsphase lag zwischen 1695 und 1705. Die Bewohner lebten von der Viehwirtschaft, die sie aber nicht ernähren konnte, so dass ein Teil auswanderte und andere in den Städten Arbeit suchten. Die meisten verdienten sich ihr Brot durch die Köhlerei oder arbeiteten in den Glashütten von Koryčany und Staré Hutě bzw. im Buchlowitzer Forst. 1857 begann der bereits seit dem 18. Jahrhundert geplante Bau einer Kirche, die 1859 vollendet und 1863 zur Pfarrkirche erhoben wurde. Stupava, das bis dahin nach Osvětimany gepfarrt war, wurde Pfarrort für Koryčanská Huť und Staré Hutě. Zwischen 1924 und 1939 wurden in Stupava Perlmuttwaren gefertigt.
Der Ort ist heute vor allem Erholungsort und hat 80 Ferienhäuser und 10 Ferienhütten. In den Wintermonaten ist er ein beliebtes Ski- und Snowboardgebiet.

## Sehenswürdigkeiten
- Kirche St. Clemens, 1857 erbaut
- Burg Buchlov
- Reste der Burg Střílky
- Brdo mit Aussichtsturm